# Hebetula maai
Hebetula maai är en tvåvingeart som först beskrevs av Tokunaga 1966.  Hebetula maai ingår i släktet Hebetula och familjen svidknott. Inga underarter finns listade i Catalogue of Life.